# Rudi Tusch
Rudi Tusch (* 6. November 1954 in Oberstdorf) ist ein deutscher Skisprung-Funktionär und ehemaliger Skispringer.

## Werdegang
Als Aktiver wurde Tusch 1973 deutscher Meister von der Normalschanze in Schonach. Er trat bis 1978 regelmäßig und danach noch vereinzelt bei Wettbewerben an. Zu den Stationen seiner aktiven Zeit gehören die Vierschanzentourneen 1972/73 bis 1976/77.
Nach dem Ende seiner Laufbahn arbeitete Tusch für den Deutschen Skiverband als Trainer und übernahm 1988 von Ewald Roscher das Amt des Skisprungbundestrainers. 1993 wurde nach dem Misserfolg bei der Skisprung-Weltmeisterschaft in Falun Reinhard Heß sein Nachfolger. In der Folge bekleidete Tusch verschiedene Positionen im DSV, unter anderem als sportlicher Leiter der Skispringer und Kombinierer und als Materialchef der Skispringer.
Tusch und der damalige Bundestrainer Wolfgang Steiert wurden 2004 von Frank Löffler und Michael Möllinger dafür kritisiert, Athleten zu einem ungesund niedrigen Körpergewicht zu drängen.